# Museum Soltau

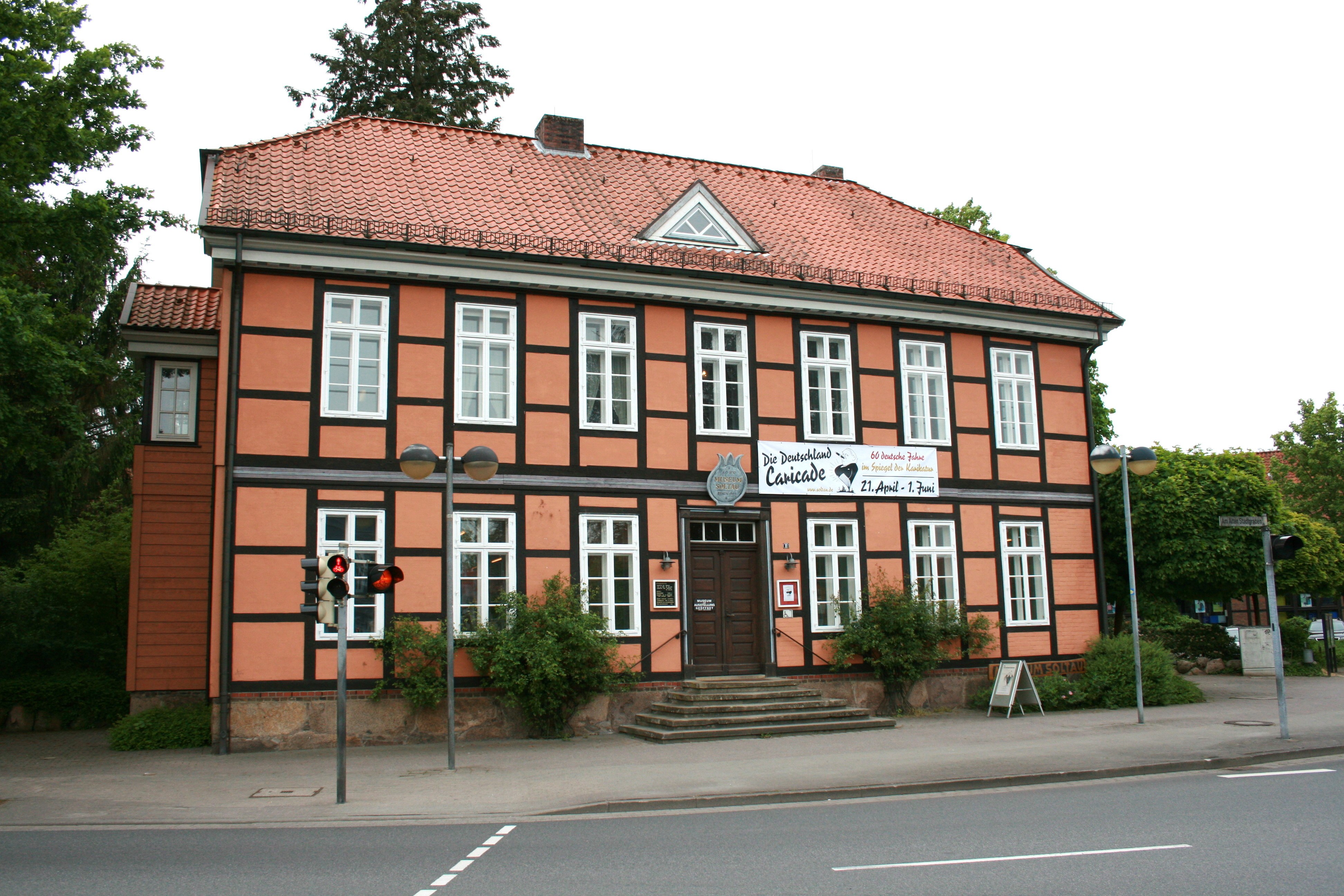
Museum Soltau

Das Museum Soltau ist ein Heimatkundemuseum in der niedersächsischen Stadt Soltau. Es wird betrieben vom Heimatbund Soltau und der Stadt.

## Ausstellung

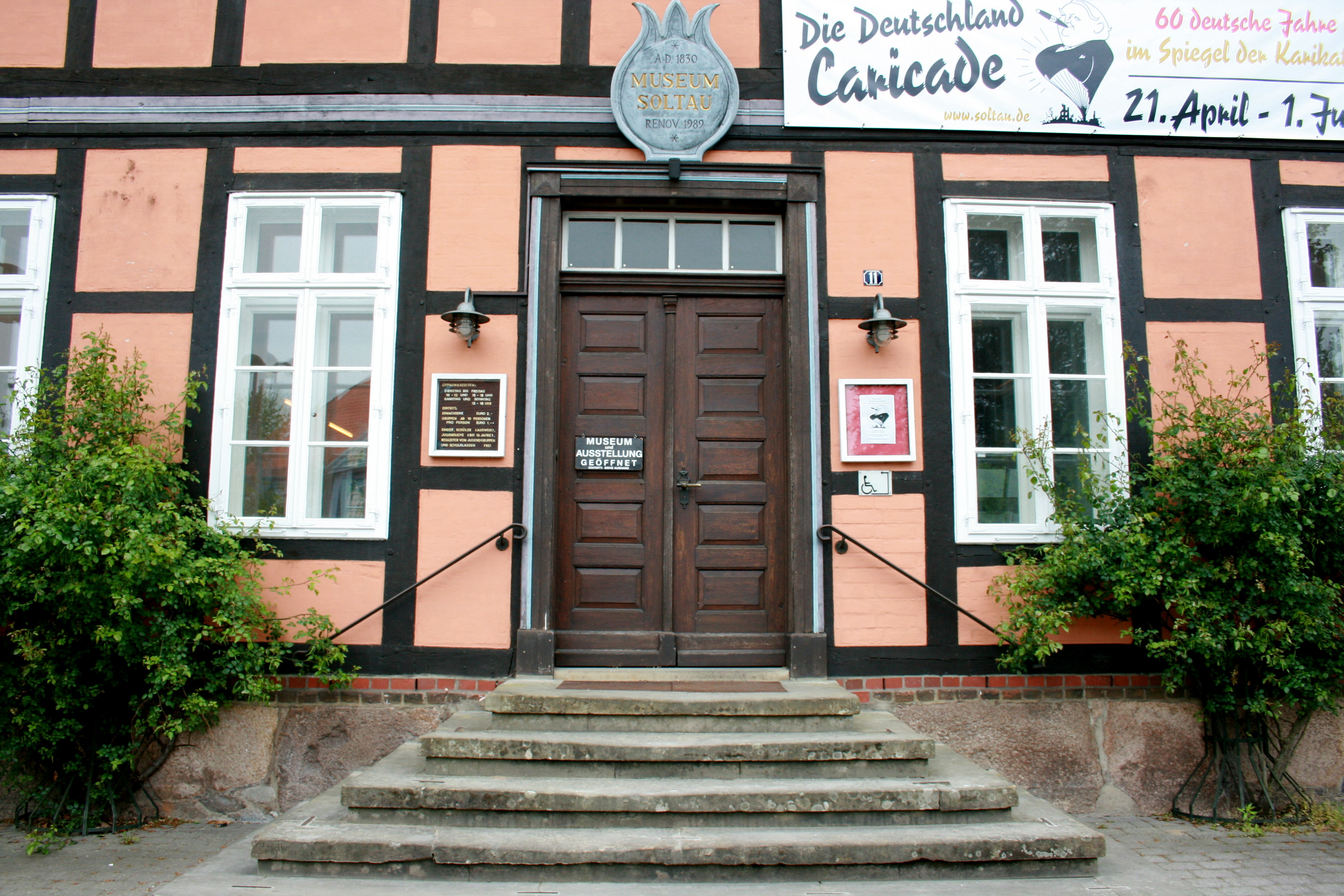
Eingangsbereich

Im hinteren Haus II wird die Geschichte Soltaus und der Lüneburger Heide von den letzten Eiszeiten vor circa 200.000 Jahren bis ins 17. Jahrhundert dargestellt. So gehören etwa Gegenstände und Werkzeuge aus der Steinzeit zum Programm. Neben archäologischen Themen wird auch die Kulturgeschichte der Stadt Soltau und des Menschen allgemein abgehandelt. 
Die Zeit ab der ersten urkundlichen Erwähnung Soltaus im Jahr 937 wird in Haus I behandelt. Zu den Ausstellungsstücken gehört u. a. eine vollständige Wohnstube aus der Zeit um 1900. Im Dachgeschoss sind diverse Handwerksstätten detailgetreu aufgebaut. Neben zahlreichen Gegenständen aus dem Leben der Soltauer gibt es auch eine exotische Sammlung aus Gegenständen, die Gefangene aus verschiedenen Ländern im Lager Soltau, dem größten deutschen Kriegsgefangenenlager des Ersten Weltkrieges, hinterlassen hatten. Im Erdgeschoss finden regelmäßig wechselnde Sonderausstellungen zu den unterschiedlichsten Themen statt, so etwa jedes Jahr eine Ausstellung über Maler des 20. Jahrhunderts, die in Soltau und Umgebung gewirkt haben.

## Gebäude
Die beiden Museumsgebäude liegen zentral in der Soltauer Stadtmitte in direkter Nachbarschaft zum Rathaus und dem Spielzeugmuseum. 
Das Vorderhaus (Haus I) wurde 1830 erbaut und zunächst als Pastorenhaus genutzt. Lange wurde es als Sitz der Superintendentur des Kirchenkreises Soltau genutzt. 1989 wurde das Gebäude komplett renoviert. 
Zwischen den beiden Häusern ist ein kleiner Garten mit verschiedenen Skulpturen angelegt.